# Лайка Камера
 Тази статия е за немската компания.  За други значения на лайка вижте Лайка (пояснение).  
Leica Camera AG (Лайка) е немска компания, специализирала се в производството на оптични системи и уреди за точната механика.
Основана е през 1849 г. Занимава се с разработване на фотоапарати от 1913 г., а серийно произвежда фотоапарати от 1925 г.
Думата „Leica“ е съкращение от „Leitzsche Camera“, по името на предприемача Ernst Leitz (Ернст Лайц). Компанията преди се е наричала „Ernst Leitz GmbH“.
До 1945 г. фирмата е най-големият производител на микроскопи в света.

## История
През 1924 г. Leica създава един от първите малкоформатни фотоапарати, названието на които става почти нарицателно благодарение на качеството и надеждността им, а името на инженер Оскар Барнак – основният разработчик на конструкцията, е влязло в историята на фотографската техника.
Първоначалният производител на фотоапарати Ernst Leitz GmbH понастоящем се състои от три компании: Leica Camera AG (в Золмс), Leica Geosystems AG (Хербруг, Швейцария) и Leica Microsystems GmbH (във Вецлар), които произвеждат съответно фотокамери, геофизично оборудване и микроскопи. Leica Microsystems AG фактически притежава марката Leica и лицензира двете други компании за нейното използване.
Leica Camera произвежда скъпи далекомерни камери от серията Leica M и еднообективни огледални фотоапарати от серията Leica R и съответната оптика към тях.
В областта на цифровата фотография инженерите на Leica Camera AG тясно си сътрудничат с водещите японски производители на фотоапарати.
- „Leica II“
- „Leica I“ (1927)
- „Leica M2“
- „Leica R3“
- „Leica Digilux“